# Abdelkrim Baadi
Abdelkrim Baadi (en árabe: عبد الكريم باعدي‎; Agadir, 14 de abril de 1996) es un futbolista marroquí que juega en la demarcación de lateral izquierdo para el Renaissance de Berkane de la Liga de Fútbol de Marruecos.

## Selección nacional
Hizo su debut con la selección de fútbol de Marruecos el 23 de marzo de 2019 en un partido de clasificación para la Copa Africana de Naciones de 2019 contra Malaui que finalizó con un resultado de empate a cero. Además fue convocado para jugar la Copa Africana de Naciones 2019.

### Participaciones en la Copa Africana de Naciones
| Copa Africana de Naciones      | Sede   | Resultado        | Partidos | Goles |
| ------------------------------ | ------ | ---------------- | -------- | ----- |
| Copa Africana de Naciones 2019 | Egipto | Octavos de final | 0        | 0     |

## Clubes
| Club                   | País      | Año         | Partidos | Goles |
| ---------------------- | --------- | ----------- | -------- | ----- |
| Hassania Agadir        | Marruecos | 2016 - 2020 | 59       | 1     |
| Renaissance de Berkane | Marruecos | 2020 -      | 59       | 0     |